# Prix Cartazini
 (novembre 2023).
Le prix Cartazini est un prix français d'art contemporain, sponsorisé par la galerie Cartazini (Paris), et attribué tous les deux ans depuis 2003, les années impaires.
Jusqu'en 2001, le prix était décerné à titre posthume.
Sa dotation est de 20 000 euros.

## Lauréats
- 1999 : Pino Pascali (prix posthume)
- 2001 : Jean-Michel Basquiat (prix posthume)
- 2003 : Philip Taaffe
- 2005 : Tyeb Mehta
- 2007 : Geoff Bunn
- 2009 : Niamh O Conchobhair
- 2011 : Emma Fournier
- 2013 : Sandhya Rao
- 2015 : Maria Walker
- 2017 : InDecent
- 2019 : JoWonder (en) (Joanna Woodward)